# Charles Colbourn
Charles Joseph Colbourn (* 24. Oktober 1953 in Toronto) ist ein kanadischer Mathematiker und Informatiker, der sich mit Kombinatorik beschäftigt.
Colbourn studierte an der University of Toronto mit dem Bachelorabschluss 1976 und an der University of Waterloo mit dem Masterabschluss 1978. Er wurde 1980 an der Universität Toronto bei Derek Corneil in Informatik promoviert (The complexity of graph isomorphisms and related problems). 1980 wurde er Assistant Professor für Informatik an der University of Saskatchewan, 1984  Professor an der University of Waterloo, wo er seit 1993 Vorstand der Fakultät wurde. 1996 wurde er Professor an der University of Vermont. Seit 2001 ist er Professor an der Arizona State University.
Er befasst sich unter anderem mit Kombinatorischer Designtheorie (Combinatorial Design Theory) mit Anwendungen in der Informatik und Kryptographie, mit Graphenalgorithmen und mit der Analyse von Netzwerken in Bezug auf Zuverlässigkeit und Leistungsfähigkeit.
Er war unter anderem Gastprofessor und Gastwissenschaftler am DIMACS der Rutgers University, am Institute of Mathematics and its Applications in Minneapolis, an der Universität von Auckland in Neuseeland, der Curtin University in Perth an der Carleton University und der Simon Fraser University.
1990 war er Gründungsmitglied des Institute of Combinatorics and its Applications. Seit 1993 ist er Mitherausgeber des Journal of Combinatorial Designs.
2003 erhielt er mit Peter Cameron die Euler-Medaille.
Er ist seit 1985 verheiratet und hat eine Tochter.